# 安倍忠俊
安倍 忠俊 （あべ ただとし、1931年（昭和6年）12月24日 - ）は、日本のフィールドホッケー選手。

## 経歴・人物
1960年ローマオリンピックに出場した。